# Hohnsberg (Geiselwind)

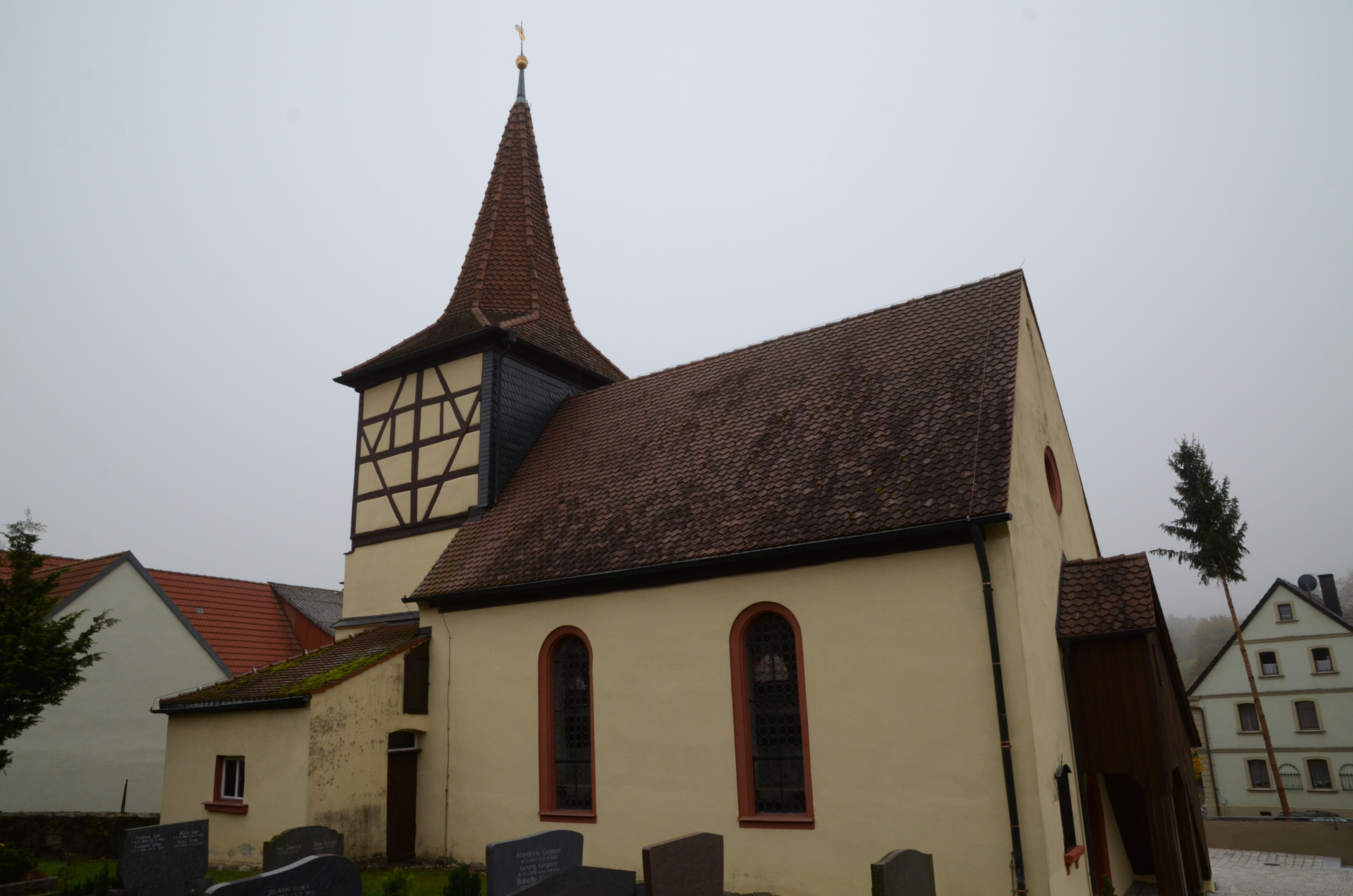
Die Kirche St. Michael in Hohnsberg

Hohnsberg (fränkisch: Hoaschbärch) ist ein Gemeindeteil des Marktes Geiselwind im unterfränkischen Landkreis Kitzingen. Hohnsberg liegt in der Gemarkung Wasserberndorf.

## Geografische Lage
Das Kirchdorf liegt am Lohmühlbach, einem rechten Zufluss der Reichen Ebrach. Die Kreisstraße KT 50 führt die Bundesautobahn 3 unterquerend an der Lohmühle vorbei nach Hutzelmühle zur Staatsstraße 2260 (1,2 km nordwestlich). Nördlich von Hohnsberg stehen zwei Linden, die als Naturdenkmal ausgezeichnet sind.
Die Bayerische Uraufnahme zeigt Hohnsberg in den 1810er Jahren als ein Angerdorf mit Dorfbrunnen, 14 Herdstellen, der Kirche mit ihrem kleinen Gottesacker sowie einem ca. 150 m nördlich der Ortsmitte gelegenen Bierkeller.

## Geschichte
Die Herkunft des Ortsnamens ist umstritten. Einerseits kann vermutet werden, dass ein Personenname die Grundlage bildete. So wäre Hohnsberg als „Berg eines Huni“ zu deuten. Bei dieser Person dürfte es sich um einen fränkischen Adeligen gehandelt haben, der die Kolonisation der Franken in der Region durch Ansiedlung sichern sollte. Andererseits deutet der Name, „Berg mit vielen Rebhühnern“, auch auf natürliche Begebenheiten in der Umgebung hin.
Hohnsberg wurde erstmals im Jahr 823 in den Quellen erwähnt. Die zweite Nennung folgte allerdings erst um 1309. Damals übergaben die Grafen Rupert VI. und Hermann III. zu Castell auf Betreiben ihres Lehensmannes Cunrad Ortolf dessen Güter an das aufsteigende Zisterzienserkloster Ebrach. Darunter war auch „Honsperc“. 1316 tauchte das Dorf als „Hunsperc“ erneut auf. Im Jahr 1319 vergab Friedrich II. zu Castell weitere Güter an die Abtei Ebrach, diesmal nannte man den Ort „Hunburc“.
Im Jahr 1334 erhielt das Dorf einen eigenen Pfarrer, die Kirche wurde zur Pfarrkirche erhoben. Ebrach, das bisher schon viele Güter im Dorf hatte, stieg noch im 14. Jahrhundert zum einzigen Dorfherren auf. Im Jahr 1369 übereignete Gerlach von Hohenlohe den Zisterziensern den Zehnt „ze Honsperg uf dem Stegerwalde“. Die Mönche besaßen das Dorf aber nur kurz. Allerdings wird es noch 1407 im Ebracher Urbar genannt.
Um ihre Macht auch in den entlegenen Steigerwalddörfern zu sichern, vergaben die Mönche teilweise einzelne Güter an verdiente Adelsgeschlechter der Umgebung. So gewährte man im Jahr 1448 den Gebrüdern Crailsheim einige Rechte in Hohnsberg. 1484 verkauften die Herren von Vestenberg ihren Schaftrieb in „Haunsberg“ an Sigmund von Crailsheim, was die Crailsheimer quasi zum Dorfherren aufsteigen ließ. Das Dorf zählte 1575 crailsheimisch zur Zent Burghaslach.
Während des 17. Jahrhunderts wechselten die Dorfnamen und die Besitzer dann häufig. 1629 wurde der Ort „Hansperg“ genannt. Im Dreißigjährigen Krieg litt Hohnsberg unter schweren Zerstörungen und lag danach zeitweise wüst. Im Jahr 1681 waren die Bewohner teils Untertanen der Freiherren von Schwarzenberg, teils den Herren auf Burg Grub zehntpflichtig. Im 18. Jahrhundert ergänzten die Ebracher Mönche, Castell und das Prichsenstadter Spital die Zehntherren.
Mit dem Gemeindeedikt (frühes 19. Jahrhundert) wurde Hohnsberg dem Steuerdistrikt Münchhof und der Ruralgemeinde Wasserberndorf zugeordnet. Im Zuge der Gebietsreform in Bayern wurde Hohnsberg am 1. Januar 1972 nach Geiselwind eingegliedert.

### Baudenkmäler
In Hohnsberg gibt es drei Baudenkmäler:
- Die evangelische Filialkirche St. Michael steht im Norden des Dorfes. Sie geht auf einen Vorgängerbau des Mittelalters zurück, von dem sich lediglich ein Relief des damaligen Kirchenpatrons Michael erhalten hat. Im Dreißigjährigen Krieg wurden die Gebäude ein Raub der Flammen. Erst 1708 bis 1713 errichtete man eine neue Kirche. Das Obergeschoss des Chorturmes wurde mit Fachwerk gebaut, die Ausstattung ist zumeist dem 18. Jahrhundert zuzurechnen.
- Neben einem alten fränkischen Wohnstallhaus haben sich im Ort ein Sandsteintorpfosten mit Pforte erhalten. Daneben wurden der Kirch- und Friedhof als Baudenkmale eingeordnet.

### Einwohnerentwicklung
| Jahr      | 001818 | 001836 | 001840 | 001861 | 001871 | 001885 | 001900 | 001925 | 001950 | 001961 | 001970 | 001987 |
| Einwohner | 97     | 93     | 93     | 94     | 81     | 94     | 91     | 77     | 95     | 63     | 70     | 45     |
| Häuser    | 14     | 13     | 14     |        |        | 14     | 14     | 15     | 14     | 11     |        | 13     |
| Quelle    | [ 9 ]  | [ 14 ] | [ 15 ] | [ 16 ] | [ 17 ] | [ 18 ] | [ 19 ] | [ 20 ] | [ 21 ] | [ 22 ] | [ 23 ] | [ 1 ]  |

## Bildung
Hohnsberg liegt heute im Sprengel der Drei-Franken-Grundschule im Hauptort Geiselwind. Ab der 5. Klasse besuchen die Kinder die Nikolaus-Fey-Mittelschule in Wiesentheid. Weiterführende Schulen können mit der Mädchenrealschule in Volkach, der Realschule in Ebrach und mit der Realschule in Dettelbach besucht werden. Gymnasien gibt es in Münsterschwarzach (Egbert-Gymnasium), Volkach-Gaibach (Franken-Landschulheim Schloss Gaibach), Wiesentheid (Steigerwald-Landschulheim) und Kitzingen (Armin-Knab-Gymnasium). Bereits in Mittelfranken liegt das Gymnasium Scheinfeld.

## Religion
Hohnsberg ist seit der Reformation evangelisch-lutherisch geprägt und Sitz der Kirchengemeinde St. Michael.